# SSW Innsbruck
El SSW Innsbruck fue un equipo de fútbol de Austria que alguna vez jugó en la Bundesliga, la liga de fútbol más importante del país.

## Historia
Fue fundado en el año 1915 en la ciudad de Innsbruck por Jakob Hanspeter, Benedikt Hosp, Josef Leitner, Josef Albrecht y otros futbolistas desconocidos con el nombre FC Wacker Innsbruck y los colores del club fueron verde y negro. Jugaron varios partidos amistosos hasta 1919 cuando inició la Primera Guerra Mundial.
En 1964 participaron en lo que se conoce hoy como Bundesliga y ganaron su primer título en 1971. El 20 de julio de ese año el Wacker se fusionó con el SV Wattens para jugar en la máxima categoría y crearon al SpG Swarovski Wattens-Innsbruck (SSW Innsbruck) con el fin de obtener el mejor talento de la región de Tirol. Esta fusión solo se aplicaba a nivel profesional, ya que ambas instituciones a nivel menor trabajaban por separado. Como equipo ganaron 5 títulos de la máxima categoría y alcanzaron los cuartos de final de la Copa de Campeones de Europa de 1977/78.
El equipo descendió por primera vez en 1981 y en 1986 retomaron su nombre anterior. Posteriormente apareció un nuevo equipo, el FC Swarovski Tirol, quien tomó la licencia del club y provocó que el Wacker descendiera a la octava división. Subió a la cuarta categoría para el año 1992, mismo año en el que el FC Swarovski Tirol desaparecío y el Wacker recuperó su licencia para jugar en la Bundesliga y jugar en la Copa de la UEFA 1992-93.
Se mantuvieron por un año en la máxima categoría hasta su descenso en 1993, año en el que se formó el FC Tirol Innsbruck, provocando que el Wacker perdiera su licencia de competición otra vez. En 1999 mientras el club jugaba en la octava categoría desapareció, totalizando más de 400 partidos en la Bundesliga.

## Palmarés
- Campeonato de Austria: 5

1971, 1972, 1973, 1975, 1977
- Copa de Austria: 6

1970, 1973, 1975, 1978, 1979, 1993
- Copa Mitropa: 2

1975, 1976

## Participación en competiciones de la UEFA
| Temporada | Torneo       | Ronda            | Club                     | Casa | Visita | Global  |
| --------- | ------------ | ---------------- | ------------------------ | ---- | ------ | ------- |
| 1977–78   | Copa Europea | 1                | Basel                    | 0–1  | 1–3    | 3–2     |
| 1977–78   | Copa Europea | 2                | Celtic                   | 3–0  | 2–1    | 4–2     |
| 1977–78   | Copa Europea | Cuartos de final | Borussia Mönchengladbach | 3–1  | 2–0    | 3–3 (a) |
| 1992–93   | UEFA Cup     | 1                | Roma                     | 1–4  | 0–1    | 1–5     |

## Entrenadores
| - Otto Barić (1971) - Branko Elsner (1974–1976) - Fritz Pfister (1976–1977) - Georg Keßler (1977–78) - Johann Eigenstiller (1979) - Lajos Baróti (enero de 1979–junio de 1979) - Peter Velhorn (julio de 1979–1980) | - Franz Wolny (1980–1983) - Heinz Binder (septiembre de 1983-junio de 1984) - Cor Brom (julio de 1984-1985) - Werner Schwarz (abril de 1985-junio de 1985) - Felix Latzke (1985-1987) - Branko Elsner (1992) - Walter Skocik (1993) |